# 勒内·巴尔比耶
勒内·巴尔比耶（法語：René Barbier，1891年3月4日—1966年2月14日），法国前男子击剑运动员。他曾代表法国参加1928年夏季奥林匹克运动会击剑比赛，获得男子团体重剑银牌。